# Хвостова, Дарья Владимировна
Дарья Владимировна Хвостова (род. 26 октября 1999 года, Кемеровская область) — российская спортсменка (вольная борьба). Бронзовая медалистка чемпионата России 2022-2024. Мастер спорта международного класса.

## Биография
Воспитанница междуреченской школы вольной борьбы. Первым тренером Хвостовой был Сергей Бордюговский и Николай Радостев. До 2018 года на всероссийских турнирах представляла Кемеровскую область.

## Карьера
Обладательница золотой медали первенства Европы среди кадетов 2016 года в Швеции. На первенстве мира 2016 года стала обладательницей серебряной медали: на пути к финалу одолела канадку Алексию Сил, Анкуш Анкуш из Индии, Магди Юсуф из Египта и в финале уступила японке Манами Юно. На первенстве Европы среди юниоров 2019 года, который проходил в Испании стала чемпионкой, выиграв четыре схватки. На первенстве мира того же года стала вице-чемпионкой, победив финку Тару Вайнионпае, молдаванку Марию Лорда и белоруску Наталью Варакину. На чемпионате России 2020 года стала пятой, в схватке за 3-е место проиграв титулованной Марии Гуровой из Московской области.
В 2021 году стала финалисткой Гран-при «Иван Ярыгин», в финале она уступила Александре Скиренко. Обладательница бронзовых медалей чемпионата России 2022 года и второго этапа лиги Поддубного 2022 года в Москве. Финалистка VIII Всероссийской летней Универсиады в Грозном. Чемпионка России среди студентов 2023 года в Карачаево-Черкесии. В августе 2023 года Дарья пришла третьей на Международном фестивале университетского спорта в Екатеринбурге. В мае 2024 года стала третьей на чемпионате страны в весе до 53 кг.

## Спортивные достижения
- 2016 Первенство Европы среди кадетов — ;
- 2016 Первенство мира среди кадетов — ;
- 2019 Первенство Европы среди юниоров — ;
- 2019 Первенство мира среди юниоров — ;
- 2021 Гран-при «Иван Ярыгин» — ;
- 2022, 20242 Чемпионат России — ;
- 2023 Международный фестиваль университетского спорта — ;
- 2023 Александр Медведь — ;